# Olympische Sommerspiele 1988/Teilnehmer (Vietnam)
| Gelbes Symbol für Goldmedaillen mit stilisierten Olympischen Ringen | Graues Symbol für Silbermedaillen mit stilisierten Olympischen Ringen | Braundes Symbol für Bronzemedaillen mit stilisierten Olympischen Ringen |
| ------------------------------------------------------------------- | --------------------------------------------------------------------- | ----------------------------------------------------------------------- |
| —                                                                   | —                                                                     | —                                                                       |

Vietnam nahm an den Olympischen Sommerspielen 1988 in Seoul, Südkorea, mit einer Delegation von neun (acht Männer und eine Frau) teil.

## Teilnehmer nach Sportarten

### Boxen
- Ðặng Hiếu Hiền
Halbfliegengewicht: 9. Platz

- Đỗ Tiến Tuấn
Weltergewicht: 33. Platz

### Leichtathletik
- Nguyễn Đình Minh
100 Meter: Vorläufe
200 Meter: Vorläufe

- Nguyễn Văn Thuyết
Marathon: 97. Platz

### Radsport
- Huỳnh Châu
Straßenrennen, Einzel: DNF

### Ringen
- Nguyễn Kim Hương
Fliegengewicht, Freistil: Gruppenphase

### Schießen
- Nguyễn Quốc Cường
Schnellfeuerpistole: 13. Platz

### Schwimmen
- Quách Hoài Nam
100 Meter Brust: 54. Platz
200 Meter Brust: 50. Platz

- Nguyễn Kiều Oanh
Frauen, 100 Meter Schmetterling: 34. Platz
Frauen, 200 Meter Schmetterling: 27. Platz